# Ou Chrov
Ou Chrov  (tiếng Khmer: ស្រុកអូរជ្រៅ) là một huyện (srok) ở phía tây tỉnh Banteay Meanchey tây bắc Campuchia. Thị trấn biên giới Poipet nằm trong huyện này. Poipet là huyện lị và cách tỉnh lị tỉnh Sisophon 48,5 km về phía tây theo đường bộ. Ou Chrov là một trong những huyện cực tây của Banteay Meanchey. 

## Hành chính
huyện Ou Chrov được chia thành:
| Khum (Xã)    | Phum (Làng) |
| ------------ | --- |
| Changha      | Boeng Seila, Ta Chrueng, Ta Phaok, Paoy Voat, Chhuk, Chrey |
| Koub         | Yeang thmei, Mak Heun, Veang Muong, Koub Kaeut, Khai Dan, Naka Chhay, Koub Lech, Koub Cheung, Ou Chrov, Souriya, Koun Trei                                                          |
| Kuttasat     | Koub Touch, Kaoh Char, Kuttaksat, Yeay Ort |
| Nimitt       | Nimit Muoy, Nimit Pir, Nimit Bei, Nimit Buon, Ou Chrov, Dong aranh, Souriya, Nimit Thmei, Thma Sen, Kun Damrei, Kob Thom, Anlong Svay, Raksmei Serey Pheap, Raksmey Samaki, Sok San |
| Ou Bei Choan | Banteay Thmei, Chouk Chey, Ou Bei Choan, Prasat, Prey Chan, Preav, Seila Khmaer, Snuol Tret, Thnal Bat, Tumnob Dach, Yeang Dangkum                                                  |
| Paoy Paet    | Kbal Spean, Baliley, Kilou Lekh Buon, Tuol Pongro, Prey Kob, Andoung Thmor Meas, Stoeng Bat, Toul Prasat, Prachea Thorm, Ou Neang, Ou Roesey                                        |
| Samraong     | Banlech, Neak Ta Chhor, Samraong, Kampong Reab, Thmei, Thmenh Trei, Bat Trang, Anhchanh, Voat, Kandal                                                                               |
| Soengh       | Soeng Lech, Roka, Anlong Svay, Soeng Tboung, Phkoam, Pongro, Tnaot Kandal, Run |
| Souphi       | Souphi Cheung, Souphi Kandal, Souphi Tboung, Kouk Chak, Kouk Prich Chak Thmey |